# Uttenheim
 Uttenheim (en alsacià Üetene) és un municipi francès, situat a la regió del Gran Est, al departament del Baix Rin. L'any 1999 tenia 533 habitants.
Forma part del cantó d'Erstein, del districte de Sélestat-Erstein i de la Comunitat de comunes del cantó d'Erstein.

## Demografia
| 1962 | 1968 | 1975 | 1982 | 1990 | 1999 |
| ---- | ---- | ---- | ---- | ---- | ---- |
| 393  | 393  | 380  | 387  | 428  | 533  |

## Administració
| Període   | Identitat      | Partit |
| --------- | -------------- | ------ |
| 2001-2014 | Pierre Grignon |        |
| 2014-2020 | Christian Huck |        |